# 장성 박씨
장성 박씨(長城朴氏)는 전라남도 장성군을 본관으로 하는 한국의 성씨이다.
시조 박공발(朴公發)은 신라 경명왕의 후손이며 고려에서 대장군으로 공을 세워 삼중대광, 좌명공신으로 이성 부원군에 봉해졌다.

## 참고 자료
- “장성박씨(長城朴氏)”. 뿌리를 찾아서.[깨진 링크(과거 내용 찾기)]